# Jardín Botánico de Madeira
La Quinta do Bom Sucesso, e Jardim Botânico (Jardín Botánico de Madeira), es un Jardín botánico localizado en las afueras de Funchal capital de la isla de Madeira, Portugal. Su código de reconocimiento internacional como institución botánica es MADJ.

## Localización
Caminho do Meio, Bom Sucesso, 9050 Funchal, Madeira.

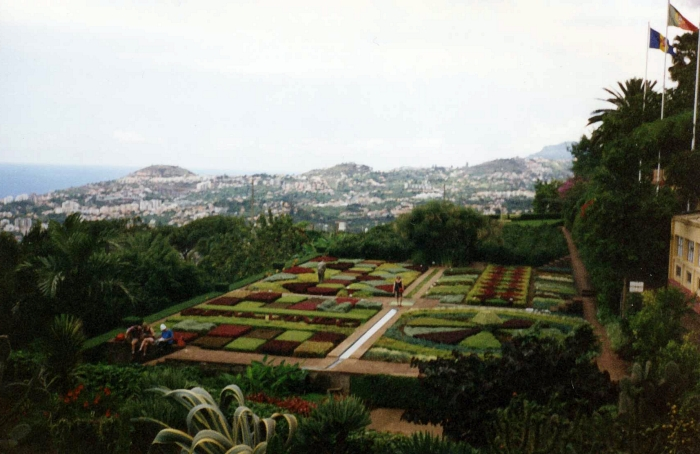
Tapices vegetales del Jardín Botánico de Madeira.

## Historia
Originalmente el jardín botánico era el jardín privado de la Quinta do Bom Sucesso. La mansión pertenecía desde el siglo XIX a la familia Reid, hasta que fue adquirida por la Junta General de gobierno a mediados del siglo XX, con el objetivo de instalar la sede del Jardín Botánico de Madeira, que se abrió al público el 30 de abril de 1960.

## Colecciones
Dragos centenarios, esbeltas palmeras, Strelitzias (aves del paraíso), los cactus más variados, orquídeas, y así hasta más de 2000 especies.
En uno de los bancales flores y plantas de colores forman líneas y dibujos de vivos colores. Desde cualquiera de las terrazas se puede apreciar una vista panorámica sobre el puerto de Funchal.